# Fordonsgas

Vägskylt för fordonsgas.

Fordonsgas är den svenska benämningen på i huvudsak komprimerad metangas som används för drift av gasbilar och andra fordon. Gasen kan komma vara både av fossilt ursprung (fossilgas) eller från biomassa (biogas). Ofta är fordonsgas en blandning av dessa. Oavsett ursprung processas så att den kemiska sammansättningen uppfyller de specifikationer som ställs på fordonsgas. 
Fordonsgas har en ett energiinnehåll på omkring 13 kWh/kg. Priset brukar till skillnad för vätskor (som diesel och bensin) anges per kg. Jämfört med en liter diesel eller bensin innehåller fordonsgas ungefär 1,5 gånger mer energi.
Då okomprimerad fordonsgas har mycket lägre densitet än vätskor krävs det att gasen komprimeras för att uppnå tillräckligt hög energidensitet för att det ska vara praktiskt att använda den. Fordonsgasen lagras i fordonets tankar under högt tryck, upp till 200 bar, och vanligtvis komprimeras den på tankstationen. Ett annat alternativ är att förvätska den till flytande naturgas eller biogas. Detta kräver att den kyls ned till och förvaras vid låg temperatur. Det är ett alternativ till metan under tryck i gasform i exempelvis fartyg, lok och lastbilar. Ett annat är hytan, som är en blandning av metangas och vätgas. 
Fordonsgas är inte samma sak som motorgas. Motorgas (även kallat gasol eller LPG) består i huvudsak av propan.

## Användning

### Fordon
Gasbilar har i princip vanliga bensinmotorer som kompletterats med ett separat bränslesystem för gasen. Speciella tryckbehållare används där gasen komprimeras till maximalt 200 atmosfärers (206 kg/cm²) tryck. Den första gasdrivna bilen, kom 1914. Även dieselfordon kan köras på biogas i form av trycksatt gas, eller i form av förvätskad metangas genom att så kallad "dual fuel" teknik installeras i dem.
År 2002 fanns det 3 000 gasfordon i Sverige, och vid slutet av 2004 var siffran 5 300 fordon. Av dessa var 4 520 personbilar, 550 bussar och 230 renhållnings- eller distributionsfordon. I utgången av 2008 är antalet gasbilar som drivs med fordonsgas 16 888 av dessa är 15 642 personbilar, 849 bussar och 397 renhållnings- eller distributionsfordon.I slutet av 2014 fanns det 50 102 gasfordon i Sverige. Av dessa var 2315 bussar, 812 tunga lastbilar och resterande personbilar och skåpbilar. 
Sommaren 2008 blev det tillåtet att konvertera bensin- och dieseldrivna fordon till att drivas med E85 eller fordonsgas med hjälp av konverteringssatser. Konverterade fordon måste dock genomgå en ny registreringsbesiktning. Konverteringssats för gör-det-själv kostade 2008 cirka 7000 SEK. Efterkonvertering till biogas kostar 2012 cirka 10 000 – 20 000 SEK.

### El
Fordonsgas kan användas i kraftvärmeanläggningar (CHP) där både el- och värme tillvaratas. En CHP anläggning kan antingen bestå av en gasmotor eller gasturbin med generator eller en bränslecell. Fördelen med bränsleceller är främst dess högre elverkningsgrad.

### Uppvärmning
Energin i fordonsgas kan nyttjas på olika sätt. Bland annat kan den användas för uppvärmning, antingen lokalt eller genom distribution via fjärrvärmenät. Vid produktion av värme behöver endast vattenånga avskiljas från rågasen innan förbränning.

## Fordonsgas i Sverige

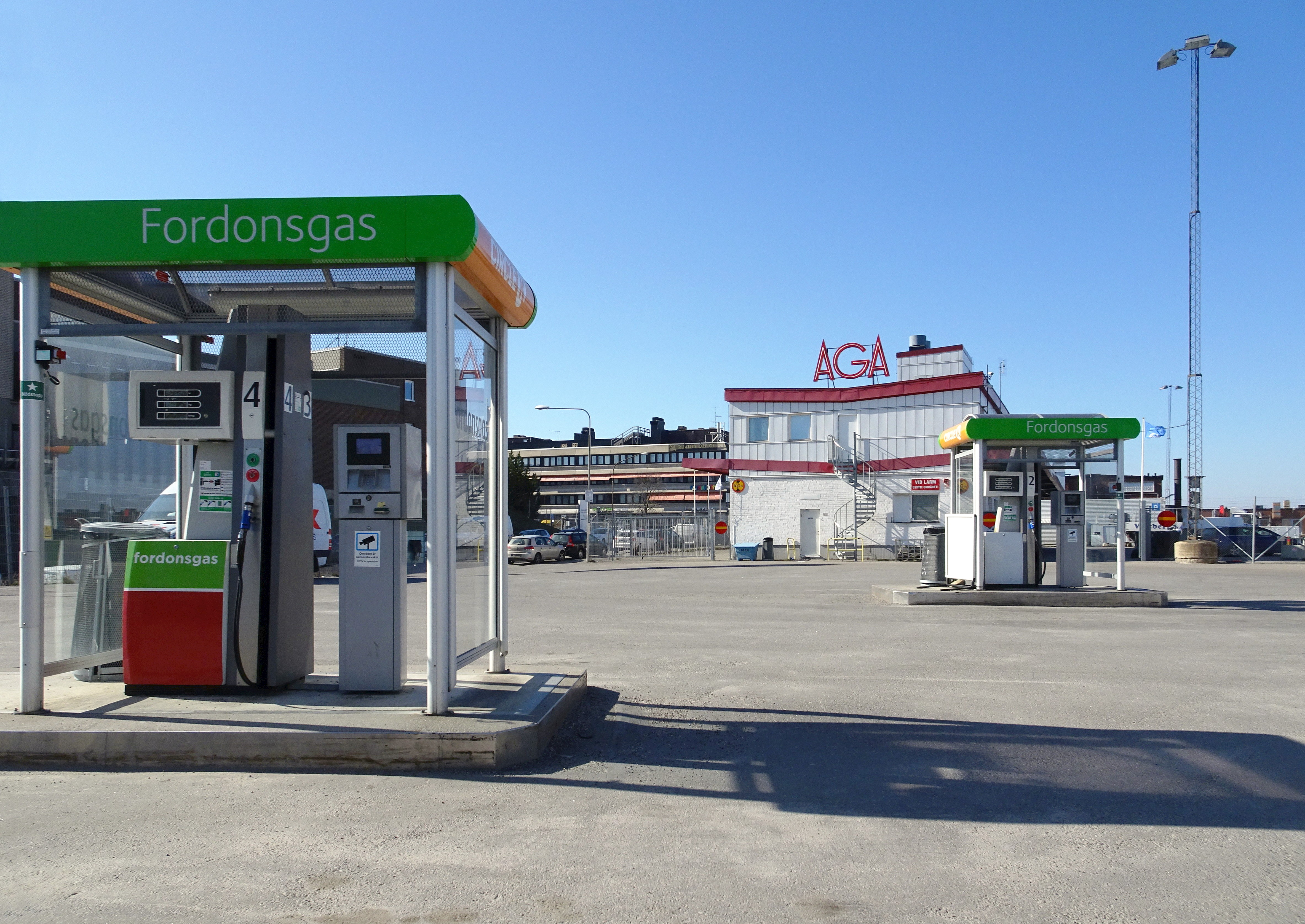
Tankställe för fordonsgas i Älvsjö industriområde.

I princip alla gasdrivna fordon i Sverige använder fordonsgas. Större delen av den fordonsgas som säljs utgörs av biogas. I slutet av 2018 fanns det 185 publika tankställen för fordonsgas och ca 60 icke publika tankställen för bussar och andra tunga fordon i Sverige. Sedan 2008 har den samlade leveransen fordonsgas bestått till mer än 50 procent av biogas och sedan 2018 över 90 procent, enligt statistik från Energigas Sverige.
Fordon som drivs med fordonsgas har lägre utsläpp av miljö- och hälsofarliga avgaser och partiklar än de som drivs med bensin. Användning av naturgas som drivmedel innebär 20 % lägre utsläpp av koldioxid jämfört med bensin. Användning av biogas är i princip koldioxidneutralt. Därför klassas gasdrivna bilar som miljöbilar och har i Sverige 40 procents skattereduktion när de köps som tjänstebilar.[källa behövs]
I slutet av 2018 fanns det 54 352 gasfordon i Sverige. Av dessa var 2 522 bussar, 920 tunga fordon och resterande personbilar och skåpbilar.
Sammansättningen av fordonsgasen har förändrats över tid. I början bestod den enbart av fossilgas. Men, biogasens andel har ökat över tid och 2024 stod den för 96 % av gasen.